# Zitadelle von Besançon
Die Zitadelle von Besançon (französisch Citadelle de Besançon) ist eine Festung in der französischen Stadt Besançon, in Bourgogne-Franche-Comté. Es ist eines der Meisterwerke von Festungsbaumeister Sébastien Le Prestre de Vauban. Sein Standort wurde 1924 klassifiziert, dann wurde das Gebäude durch drei Dekrete von 1942 und 1944 als Monument historique eingestuft und seit dem 7. Juli 2008 auf der UNESCO-Liste des Weltkulturerbes innerhalb der Festungsanlagen von Vauban eingetragen, die zwölf repräsentative Stätten von Vaubans architektonischem Genie umfasst.
Der erste Stein der Zitadelle wurde am 29. September 1668 am Mont Saint-Étienne gelegt, als die Stadt im Besitz der spanischen Habsburger war. Der am 10. August 1678 unterzeichnete Friede von Nimwegen verbindet Besançon und seine Region endgültig mit dem Königreich Frankreich. Ludwig XIV. beschloss daraufhin, Besançon zu einem der wichtigsten Knotenpunkte des Verteidigungssystems Ostfrankreichs zu machen, und beauftragte Vauban mit der Fortsetzung des Baus.
Die Zitadelle von Besançon ist heute das Wahrzeichen der Stadt und ein wichtiger touristischer Ort in Bourgogne-Franche-Comté, das drittgrößte Monument der Region in Bezug auf die Besucherzahl mit 200.000 bis 300.000 Besuchern pro Jahr. Neben seinem historischen architektonischen Rahmen und seiner privilegierten geografischen Lage beherbergt es drei Museen, die als Musée de France bezeichnet werden: das Museum des Widerstands und der Deportation, das Museum der regionalen Traditionen der Franche-Comté (Musée Comtois) und das Naturkundemuseum, das in fünf Bereiche unterteilt ist: den zoologischen Garten, das Aquarium, das Insektarium, das Noctarium und das Naturalium. Gastronomieflächen und ein Shop sind auf dem Gelände vorhanden.

## Geschichte der Zitadelle
Während des 17. Jahrhunderts wurde auf dem Mont Saint-Étienne ein militärisches Bauwerk errichtet, entworfen vom Militäringenieur Vauban im März 1668. Es waren jedoch die Spanier aus der königlichen Familie der spanischen Habsburger, die die Franche-Comté und Besançon besaßen seit der Hochzeit der Herzogin Maria von Burgund mit dem römisch-deutscher Kaiser, der sechs Jahre lang den Bau des Werks unter der Leitung von Prosper-Ambroise de Precipiano und der Unterstützung des flämischen Ingenieurs Cornelius Verboomb übernahm. Es wurden zwei Fronten gebaut: die Front Royal und die Front de Secours (es war Vauban, der 1668 mit dem Bau der letzteren begann).
Die Provinz Franche-Comté zwischen 1674 im Schoß Ludwigs XIV. (durch den Friede von Nimwegen, der die Franche-Comté 1678 dauerhaft an Frankreich anschloss), beschloss der König, die Verteidigung der Stadt fortzusetzen und erheblich zu verbessern. 1683 wurden alle von Vauban festgesetzten Hauptarbeiten an der Zitadelle mit einer zweiten Fassade zur Stadt hin fertiggestellt.
Dank der verstärkten Verteidigung ist die Stadt besser geschützt, die Zitadelle dient auch als Gefängnis und Unterkunft für die Garnisonstruppen. Fortschritte in der Artillerie im 19. Jahrhundert machten sie anfälliger. Sie ging jedoch siegreich aus den Blockaden hervor: gegen die Österreicher 1814 und die Preußen 1871 mit geringem Schaden. Staatsgefangene wie die Komplizen von La Voisin – angeklagt in Giftfällen, die den Hof des Sonnenkönigs skandalös kennzeichneten – wurden dort eingesperrt – Deserteure aus den Armeen Ludwigs XIV. und Ludwigs XV. sowie Royalisten während der Französischen Revolution. Kriegsgefangene, Österreicher, Engländer, Spanier wurden dort während des Ersten Kaiserreichs festgehalten.
Während des Ersten Weltkriegs blieb Besançon im hinteren Teil der Front, ohne von den Kämpfen betroffen zu sein. Die Zitadelle wird zu logistischen Zwecken genutzt.
Während des Zweiten Weltkriegs wurde die Zitadelle ab Juni 1940 kampflos von der Wehrmacht besetzt. Vom 28. April 1941 bis zum 18. August 1944 wurden zwischen Brunnen und Kapelle einhundert zum Tode verurteilte Widerstandskämpfer erschossen. Darunter 84 Franzosen, drei Italiener, ein Pole, drei Schweizer, fünf Holländer, zwei Luxemburger und zwei Spanier. Heute ehrt sie ein Denkmal.
Nach schweren Kämpfen eroberten die Amerikaner die Zitadelle am 7. September 1944 zurück. Im Oktober 1944 wurde sie offiziell Depot 85, eines der vielen französischen Lager für Kriegsgefangene der Achsenmächte, die nach der Befreiung gefangen genommen wurden. Bis zur Schließung des Lagers im Frühjahr 1948 folgten dort Tausende Häftlinge einander. Mehr als 400 von ihnen kamen dort ums Leben.
Nach dieser Zeit wird die Zitadelle nicht mehr zur Unterbringung von Garnisonstruppen genutzt. Aus militärischer Sicht ist sie obsolet geworden: Die Armee nutzte sie als Lager- und Depotplatz.
In dieser Zeit wurde sich der französische Staat seiner Bedeutung als Erbe bewusst. Alle Gebäude der Zitadelle wurden am 8. Juni 1942 als Monument historique eingestuft.
Am 28. Mai 1959 wurden die Schlüssel der Zitadelle offiziell von General Michel Le Carpentier de Sainte-Opportune an den Bürgermeister von Besançon Jean Minjoz übergeben, und die Armee überließ das Denkmal der Stadt ein Jahr später, am 21. Juni 1960. Die Stadt Besançon, neuer Eigentümer des Geländes, widmet die Hochburg dem Tourismus, der Kultur und der Erinnerung. So entstehen nach und nach mehrere Museumsräume, sowohl historische als auch wissenschaftliche. 
Die Zitadelle und die Stadtmauern sind seit dem 7. Juli 2008 auf der Liste des UNESCO-Weltkulturerbes aufgeführt.